# Athlétisme aux Jeux paralympiques d'été de 2020
Navigation
Rio de Janeiro 2016 Paris 2024
Les épreuves d'athlétisme lors des Jeux paralympiques d'été de 2020 se tiennent à Tokyo, au Japon. Initialement prévu du 25 août au 6 septembre 2020, les épreuves subissent le report des Jeux en 2021 en raison de la pandémie de Covid-19 et sont reprogrammées du 24 août au 5 septembre 2021. Les épreuves se déroulent au sein du Stade olympique national. Près de 1 100 athlètes sont attendus ce qui en fait la discipline paralympique avec le plus de concurrents.
Pour les Jeux paralympiques de Tokyo 2020, l'CIP octroie des invitations systématiques à tous les comités paralympiques n’ayant pas réussi à qualifier un athlète.
La compétition concerne les handicaps physiques touchant les membres (déficience des fonctions des membres supérieurs ou inférieurs) qui nécessite parfois d'être dans un fauteuil ou d'être équipé de prothèse, les handicaps visuels et une catégorie concerne les handicaps intellectuels.

## Épreuves
Il n'y a pas le même nombre d'épreuves entre les hommes et les femmes, le déséquilibre étant le plus important en lancer de poids (16 catégories masculines contre 2 féminines) et le saut en hauteur uniquement réservé aux hommes :
| Sexe   | Course sur piste | Course sur piste | Course sur piste | Course sur piste | Course sur piste | Course sur piste | Marathon | Saut     | Saut    | Lancer | Lancer | Lancer  | Lancer |
| Sexe   | 100 m            | 200 m            | 400 m            | 800 m            | 1 500 m          | 5 000 m          | Marathon | Longueur | Hauteur | Massue | Disque | Javelot | Poids  |
| ------ | ---------------- | ---------------- | ---------------- | ---------------- | ---------------- | ---------------- | -------- | -------- | ------- | ------ | ------ | ------- | ------ |
| Hommes | 16               | 5                | 12               | 3                | 7                | 3                | 3        | 10       | 3       | 2      | 5      | 8       | 16     |
| Femmes | 14               | 7                | 9                | 3                | 4                | 1                | 2        | 8        | 0       | 2      | 7      | 5       | 2      |

L'épreuve mixte de relais universel 4 × 100 m fait son apparition pour cette édition avec la particularité de combiner plusieurs catégories de handicap par relayeur. Les six épreuves de relais 4 × 100 m et 4 × 400 m sont supprimés.
En décembre 2019, l'IPC a retiré le 100 m T52 féminin en raison du fait que l'événement ne répondait pas aux critères éligibles minimum requis et au manque de compétiteurs : il n'y avait que cinq athlètes de quatre pays qui ont participé aux Championnats du monde de para-athlétisme 2019 un mois plus tôt.

## Classification
Les athlètes sont classés selon le type et l'étendue de leur handicap. Le système de classification permet aux athlètes de concourir avec des athlètes présentant des handicaps similaires.
- 11-13 : Aveugle (11) et malvoyants (12, 13)
- 20 : Athlètes ayant une déficience intellectuelle
- 31-38 : Athlètes atteints de paralysie cérébrale; 31-34 pour les athlètes en fauteuil roulant, 35-38 pour ceux qui sont debout
- 40-46 : Petite taille, puissance musculaire altérée et amputation des membres supérieurs
- 51 à 57 : Athlètes ayant un handicap de la moelle épinière
- 61 à 64 :  Amputation au niveau des membres inférieurs
- 71 à 72 : Troubles sévères de la coordination

Les numéros de classe ont reçu des préfixes de "T" et "F" pour les épreuves de piste et de champ (track and field en anglais), respectivement, mis à part les saut en hauteur et saut en longueur, classés "T".

## Calendrier
| 4 | Nombre de finales |

| Jour de compétition (août / septembre) | Jour de compétition (août / septembre) | Jour de compétition (août / septembre) | Jour de compétition (août / septembre) | Jour de compétition (août / septembre) | Jour de compétition (août / septembre) | Jour de compétition (août / septembre) | Jour de compétition (août / septembre) | Jour de compétition (août / septembre) | Jour de compétition (août / septembre) | Jour de compétition (août / septembre) | Jour de compétition (août / septembre) | Jour de compétition (août / septembre) |
| Mar 24                                 | Mer 25                                 | Jeu 26                                 | Ven 27                                 | Sam 28                                 | Dim 29                                 | Lun 30                                 | Mar 31                                 | Mer 1                                  | Jeu 2                                  | Ven 3                                  | Sam 4                                  | Dim 5                                  |
| -------------------------------------- | -------------------------------------- | -------------------------------------- | -------------------------------------- | -------------------------------------- | -------------------------------------- | -------------------------------------- | -------------------------------------- | -------------------------------------- | -------------------------------------- | -------------------------------------- | -------------------------------------- | -------------------------------------- |
|                                        |                                        |                                        | 13                                     | 16                                     | 19                                     | 17                                     | 21                                     | 17                                     | 18                                     | 18                                     | 24                                     | 5                                      |

## Résultats

### Podiums masculins

#### 100m
| Épreuves                     | Or                                                                | Argent                                                 | Bronze                                            |
| ---------------------------- | ----------------------------------------------------------------- | ------------------------------------------------------ | ------------------------------------------------- |
| 100 m T11                    | Athanásios Ghavélas (GRE) Guide : Sotirios Gkaragkanis 10 s 82 WR | Timothée Adolphe (FRA) Guide : Bruno Naprix 10 s 90 PB | Di Dongdong (CHN) Guide : Lian Jiageng 11 s 03 AR |
| 100 m T12                    | Salum Ageze Kashafali (NOR) 10 s 43 WR                            | Noah Malone (USA) 10 s 66                              | Roman Tarasov (RPC) 10 s 88                       |
| 100 m T13                    | Jason Smyth (IRL) 10 s 53 SB                                      | Skander Djamil Athmani (ALG) 10 s 54 AR                | Jean Carlos Mina Aponza (COL) 10 s 64 AR          |
| 100 m T33                    | Andrew Small (GBR) 17 s 73                                        | Ahmad Almutairi (KUW) 17 s 83 SB                       | Harri Jenkins (GBR) 18 s 55 SB                    |
| 100 m T34                    | Walid Ktila (TUN) 15 s 01 PR                                      | Rheed McCracken (AUS) 15 s 37 SB                       | Mohamed Alhammadi (UAE) 15 s 66 SB                |
| 100 m T35                    | Dmitrii Safronov (RPC) 11 s 39 WR                                 | Ihor Tsvietov (UKR) 11 s 47 PB                         | Artem Kalashian (RPC) 11 s 75 PB                  |
| 100 m T36                    | Deng Peicheng (CHN) 11 s 85 PR                                    | James Turner (AUS) 12 s 00                             | Alexis Sebastian Chavez (ARG) 12 s 02             |
| 100 m T37                    | Nick Mayhugh (USA) 10 s 95 WR                                     | Andrei Vdovin (RPC) 11 s 18 AR                         | Saptoyoga Purnomo (INA) 11 s 31 AR                |
| 100 m T38                    | Thomas Young (GBR) 10 s 94 AR                                     | Zhu Dening (CHN) 11 s 00 (.994) PB                     | Evan O'Hanlon (AUS) 11 s 00 (.997) SB             |
| 100 m T47 (incl. T45/46/47)  | Petrucio Ferreira dos Santos (BRA) 10 s 53 PR                     | Michal Derus (POL) 10 s 61 AR                          | Washington Junior (BRA) 10 s 68                   |
| 100 m T51                    | Peter Genyn (BEL) 20 s 33 PR                                      | Toni Piispanen (FIN) 20 s 68                           | Roger Habsch (BEL) 20 s 76                        |
| 100 m T52                    | Raymond Martin (USA) 16 s 99                                      | Yuki Oya (JPN) 17 s 18                                 | Leonardo de Jesus Pérez Juarez (MEX) 17 s 44 PB   |
| 100 m T53                    | Pongsakorn Paeyo (THA) 14 s 20 PR                                 | Brent Lakatos (CAN) 14 s 55                            | Abdulrahman Alquirashi (KSA) 14 s 76              |
| 100 m T54                    | Athiwat Paeng-Nuea (THA) 13 s 76 AR                               | Leo Pekka Tahti (FIN) 13 s 85                          | Juan Pablo Cervantes Garcia (MEX) 13 s 87         |
| 100 m T63 (incl. T42,T63)    | Anton Prokhorov (RPC) 12 s 04 WR                                  | Vinicius Goncalves Rodrigues (BRA) 12 s 05 PR          | Leon Schaefer (GER) 12 s 22 PB                    |
| 100 m T64 (incl. T44,T62/64) | Felix Streng (GER) 10 s 76                                        | Sherman Isidro Guity Guity (CRC) 10 s 78 PB            | Johannes Floors (GER) 10 s 79 (.786) PR           |
| 100 m T64 (incl. T44,T62/64) | Felix Streng (GER) 10 s 76                                        | Sherman Isidro Guity Guity (CRC) 10 s 78 PB            | Jonnie Peacock (GBR) 10 s 79 (.786) SB            |

#### 200m
| Épreuves                   | Or                                    | Argent                             | Bronze                                     |
| -------------------------- | ------------------------------------- | ---------------------------------- | ------------------------------------------ |
| 200 m T35                  | Dmitrii Safronov (RPC) 23 s 00 WR     | Ihor Tsvietov (UKR) 23 s 25        | Artem Kalashian (RPC) 23 s 75 PB           |
| 200 m T37                  | Nick Mayhugh (USA) 21 s 91 WR         | Andrei Vdovin (RPC) 22 s 24 AR     | Ricardo Gomes de Mendonça (BRA) 22 s 62 PB |
| 200 m T51                  | Toni Piisanen (FIN) 36 s 81 PR        | Peter Genyn (BEL) 37 s 11          | Roger Habsch (BEL) 38 s 33                 |
| 200 m T61                  | Ntando Mahlangu (RSA) 23 s 59         | Richard Whitehead (GBR) 23 s 99 SB | Ali Lacin (GER) 24 s 64 SB                 |
| 200 m T64 (incl. T44, T64) | Sherman Isidro Guity (CRC) 21 s 43 PR | Felix Streng (GER) 21 s 78 SB      | Jarryd Wallace (USA) 22 s 09 SB            |

#### 400m
| Épreuves                    | Or                                                                       | Argent                                                     | Bronze                                                     |
| --------------------------- | ------------------------------------------------------------------------ | ---------------------------------------------------------- | ---------------------------------------------------------- |
| 400 m T11                   | Gerard Descarrega Puigdevall (ESP) Guide : Guillermo Rojo Gil 50 s 42 SB | Ananias Shikongo (NAM) Guide : Sem Shimanda 51 min 14 s SB | Trésor Makunda (FRA) Guide : Lucas Mathonat 51 min 74 s PB |
| 400 m T12                   | Abdeslam Hili (MAR) 47 s 59 WR                                           | Noah Malone (USA) 47 s 93 AR                               | Rouay Jebabli (TUN) 48 s 01 PB                             |
| 400 m T13                   | Skander Djamil Athmani (ALG) 46 s 70 WR                                  | Mohamed Amguoun (MAR) 47 s 70 SB                           | Johannes Nambala (NAM) 48 s 76 SB                          |
| 400 m T20                   | Charles-Antoine Kouakou (FRA) 47 s 63 AR                                 | Luis Rodriguez Bolivar (VEN) 47 s 71 PB                    | Columba Blango (GBR) 47 s 81 PB                            |
| 400 m T36                   | James Turner (AUS) 52,8 s m PR                                           | Evgenii Shvetsov (RPC) 53 s 60 SB                          | William Stedman (NZL) 54 s 75                              |
| 400 m T37                   | Andrei Vdovin (RPC) 49 s 34 WR                                           | Nick Mayhugh (USA) 50 s 26 AR                              | Chermen Kobesov (RPC) 50 s 44 PB                           |
| 400 m T38                   | Jose Rodolfo Chessani Garcia (MEX) 49 s 99 AR                            | Mohamed Farhat Chida (TUN) 50 s 33 SB                      | Zachary Gingras (CAN) 50 s 85 PB                           |
| 400 m T47 (incl. T45/46/47) | Ayoub Sadni (MAR) 47 s 38 WR                                             | Thomaz Ruan de Moraes (BRA) 47 s 87 AR                     | Petrucio Ferreira dos Santos (BRA) 48 s 04 SB              |
| 400 m T52 (incl. T51/52)    | Tomoki Sato (JPN) 55 s 39 PR                                             | Raymond Martin (USA) 55 s 59                               | Hirokazu Ueyonabaru (JPN) 59 s 95                          |
| 400 m T53                   | Pongsakorn Paeyo (THA) 46 s 61 WR                                        | Brent Lakatos (CAN) 46 s 75 AR                             | Vitalii Gritsenko (RPC) 49 s 41                            |
| 400 m T54                   | Daniel Romanchuk (USA) 45 s 72                                           | Athiwat Paeng-Nuea (THA) 45 s 73                           | Dai Yunqiang (CHN) 46 s 20                                 |
| 400 m T62                   | Johannes Floors (GER) 45 s 85 SB                                         | Olivier Hendriks (NED) 47 s 95 PB                          | Hunter Woodhall (USA) 48 s 61 SB                           |

#### 800m
| Épreuves                 | Or                                      | Argent                                | Bronze                                |
| ------------------------ | --------------------------------------- | ------------------------------------- | ------------------------------------- |
| 800 m T34 (incl. T33/34) | Walid Ktila (TUN) 1 min 45 s 50         | Mohamed Alhammadi (UAE) 1 min 45 s 59 | Wang Yang (en) (CHN) 1 min 45 s 68 SB |
| 800 m T53                | Pongsakorn Paeyo (THA) 1 min 36 s 07 PR | Brent Lakatos (CAN) 1 min 36 s 32     | Pierre Fairbank (FRA) 1 min 39 s 67   |
| 800 m T54                | Marcel Hug (SUI) 1 min 33 s 68          | Dai Yunqiang (CHN) 1 min 34 s 11 SB   | Saichon Konjen (THA) 1 min 34 s 19    |

#### 1 500m
| Épreuves                   | Or                                                                       | Argent                                                  | Bronze                                     |
| -------------------------- | ------------------------------------------------------------------------ | ------------------------------------------------------- | ------------------------------------------ |
| 1 500 m T11                | Yeltsin Jacques (BRA) guide : Carlos Antonio dos Santos 3 min 57 s 60 WB | Shinya Wada (JPN) guide : Takumi Hasebe 4 min 5 s 27 AR | Fedor Rudakov (RPC) 4 min 5 s 55 PB        |
| 1 500 m T13 (incl. T12/13) | Anton Kiliatin (RPC) 3 min 54 s 04                                       | Rouay Jebabli (TUN) 3 min 54 s 55 PB                    | Jaryd Clifford (AUS) 3 min 54 s 69         |
| 1 500 m T20                | Owen Miller (GBR) 3 min 54 s 57                                          | Alexandr Rabotnitskii (RPC) 3 min 55 s 78               | Ndiaga Dieng (ITA) 3 min 57 s 24           |
| 1 500 m T38 (incl. T37/38) | Nate Riech (CAN) 3 min 58 s 92 PR                                        | Abdelkrim Krai (ALG) 4 min 3 s 07 AR                    | Deon Kenzie (AUS) 4 min 3 s 76             |
| 1 500 m T46 (incl. T45/46) | Aleksandr Iaremchuk (RPC) 3 min 52 s 08                                  | Hristiyan Stoyanov (BUL) 3 min 52 s 63                  | David Emong (UGA) 3 min 53 s 51 PB         |
| 1 500 m T52 (incl. T51/52) | Tomoki Sato (JPN) 3 min 29 s 13 PR                                       | Raymond Martin (USA) 3 min 29 s 72 AR                   | Hirokazu Ueyonabaru (JPN) 3 min 44 s 17 PB |
| 1 500 m T54 (incl. T53/54) | Marcel Hug (SUI) 2 min 49 s 55 WR                                        | Prawat Wahoram (THA) 2 min 50 s 20 AR                   | Putharet Khongrak (THA) 2 min 50 s 68 PB   |

#### 5 000m
| Épreuves                   | Or                                                                                              | Argent                                                                     | Bronze                                                                 |
| -------------------------- | ----------------------------------------------------------------------------------------------- | -------------------------------------------------------------------------- | ---------------------------------------------------------------------- |
| 5 000 m T11                | Yeltsin Jacques (BRA) Guides : Laurindo Nunes Neto / Caros Antonio dos Santos 15 min 13 s 62 AR | Kenya Karasawa (JPN) Guides : Hiroaki Mogi / Koji Kobayashi 15 min 18 s 12 | Shinya Wada (JPN) Guides : Kengo Yajima / Takumi Hasebe 15 min 21 s 03 |
| 5 000 m T13 (incl. T12/13) | Yassine Ouhdadi el Ataby (ESP) 14 min 34 s 13 AR                                                | Jaryd Clifford (AUS) 14 min 35 s 52 AR                                     | Aleksandr Kostin (RPC) 14 min 37 s 42 PB                               |
| 5 000 m T54 (incl. T53/54) | Marcel Hug (SUI) 10 min 29 s 90                                                                 | Brent Lakatos (CAN) 10 min 30 s 19                                         | Putharet Khongrak (THA) 10 min 30 s 37                                 |

#### Marathon
| Épreuves                       | Or                                        | Argent                                                                    | Bronze                                    |
| ------------------------------ | ----------------------------------------- | ------------------------------------------------------------------------- | ----------------------------------------- |
| Marathon T12 (incl. T11/12)    | El Amin Chentouf (MAR) 2 h 21 min 43 s PR | Jaryd Clifford (AUS) guide : Vincent Donnadieu / Tim Logan 2 h 26 min 9 s | Tadashi Horikoshi (JPN) 2 h 28 min 1 s SB |
| Marathon T46 (incl. T45/46)    | Li Chaoyan (CHN) 2 h 25 min 50 s PR       | Alex Douglas Pires da Silva (BRA) 2 h 27 min 0 s AR                       | Tsutomu Nagata (JPN) 2 h 29 min 33 s      |
| Marathon T54 (incl. T52/53/54) | Marcel Hug (SUI) 1 h 24 min 2 s SB        | Zhang Yong (CHN) 1 h 24 min 22 s PB                                       | Daniel Romanchuk (USA) 1 h 29 min 5 s SB  |

#### Saut en longueur
| Épreuves                                 | Or                                           | Argent                                    | Bronze                                     |
| ---------------------------------------- | -------------------------------------------- | ----------------------------------------- | ------------------------------------------ |
| Saut en longueur T11                     | Di Dongdong (CHN) 6,47 m SB                  | Lex Gillette (USA) 6,17 m                 | Ronan Pallier (FRA) 6,15 m                 |
| Saut en longueur T12                     | Amir Khosravani (IRI) 7,21 m PB              | Leinier Savon Pineda (CUB) 7,16 m AR      | Said Najafzade (AZE) 7,03 m                |
| Saut en longueur T13                     | Orkhan Aslanov (AZE) 7,36 m AR               | Ivan José Cano Blanco (ESP) 7,04 m        | Isaac Jean-Paul (USA) 6,93 m               |
| Saut en longueur T20                     | Abdul Latif Romly (MAS) 7,45 m SB            | Athanasios Prodromou (GRE) 7,17 m PB      | Nicholas Hum (AUS) 7,12 m AR               |
| Saut en longueur T36                     | Evgenii Torsunov (RPC) 5,76 m PR             | William Stedman (NZL) 5,64 m AR           | Roman Pavlyk (UKR) 5,63 m                  |
| Saut en longueur T37                     | Vladyslav Zahrebelnyi (UKR) 6,59 m AR        | Brian Lionel Impellizzeri (ARG) 6,44 m PB | Mateus Evangelista Cardoso (BRA) 6,05 m SB |
| Saut en longueur T38                     | Zhu Dening (CHN) 7,31 m WR                   | Zhong Hunghao (CHN) 6,80 m PB             | José Lemos Rivas (COL) Modèle:Unité6.78 AR |
| Saut en longueur T47 (incl. T45/46/47)   | Robiel Yankiel Sol Cervantes (CUB) 7,46 m PR | Roderick Townsend (USA) 7,43 m PB         | Nikia Kutokov (RPC) 7,34 m PB              |
| Saut en longueur T63 (incl. T42, T61/63) | Ntando Mahlangu (RSA) 7,17 m WR              | Leon Schaefer (GER) 7,12 m PR             | Daniel Wagner Jørgensen (DEN) 7,07 m       |
| Saut en longueur T64 (incl. T44, T62/64) | Markus Rehm (GER) 8,18 m                     | Dimitri Pavadé (FRA) 7,39 m PB            | Trenten Merrill (USA) 7,08 m AR            |

#### Saut en hauteur
| Épreuves                               | Or                                  | Argent                                | Bronze                       |
| -------------------------------------- | ----------------------------------- | ------------------------------------- | ---------------------------- |
| Saut en hauteur T47 (incl. T45/46/47)  | Roderick Townsend (USA) 2,15 m WR   | Nishad Kumar (IND) 2,06 m AR          | Non décernée                 |
| Saut en hauteur T47 (incl. T45/46/47)  | Roderick Townsend (USA) 2,15 m WR   | Dallas Wise (USA) 2,06 m              | Non décernée                 |
| Saut en hauteur T63 (incl. T42, T63)   | Sam Grewe (USA) 1,88 m              | Mariyappan Thangavelu (IND) 1,86 m SB | Sharad Kumar (IND) 1,83 m SB |
| Saut en hauteur T64** (incl. T44, T64) | Jonathan Broom-Edwards (GBR) 2,10 m | Praveen Kumar (IND) 2,07 m AR         | Maciej Lepiato (POL) 2,04 m  |

#### Lancer de massue
| Épreuves                            | Or                             | Argent                                     | Bronze                        |
| ----------------------------------- | ------------------------------ | ------------------------------------------ | ----------------------------- |
| Lancer de massue F32 (incl. F31/32) | Liu Li (CHN) 45,39 m WR        | Athanasios Konstantinidis (GRE) 38,68 m AR | Walid Ferhah (ALG) 35,34 m AR |
| Lancer de massue F51                | Musa Taimazov (RPC) 35 s 42 WR | Zeljko Dimitrijevic (SRB) 35 s 29 PB       | Marian Kureja (SVK) 30 s 66   |

#### Lancer du disque
| Épreuves                                    | Or                                            | Argent                            | Bronze                                            |
| ------------------------------------------- | --------------------------------------------- | --------------------------------- | ------------------------------------------------- |
| Lancer du disque F11                        | Alessandro Rodrigo da Silva (BRA) 43,16 m PR  | Mahdi Olad (IRI) 40,60 m SB       | Oney Tapia (ITA) 39,52 m                          |
| Lancer du disque F37                        | Haider Ali (PAK) 55,26 m PB                   | Mykola Zhabnyak (UKR) 52,43 m     | João Victor Teixeira de Souza Silva (BRA) 51,86 m |
| Lancer du disque F52 (incl. F51/52)         | Piotr Kosewicz (POL) 20,02 m                  | Velimir Sandor (CRO) 19,98 m      | Vinod Kumar (IND) 19,91 m AR                      |
| Lancer du disque F56 (incl. F54/55/56)      | Claudiney Batista dos Santos (BRA) 45,59 m PR | Yogesh Kathuniya (IND) 44,38 m SB | Leonardo Diaz Aldana (CUB) 43,36 m SB             |
| Lancer du disque F64 (incl. F43/44, F62/64) | Jeremy Campbell (USA) 60,22 m                 | Ivan Karanusic (CRO) 55,06 m      | Dan Greaves (GBR) 53,56 m                         |

#### Lancer du javelot
| Épreuves                                              | Or                                                  | Argent                             | Bronze                                      |
| ----------------------------------------------------- | --------------------------------------------------- | ---------------------------------- | ------------------------------------------- |
| Lancer du javelot F13 (incl. F12/13)                  | Daniel Pembroke (GBR) 69,52 m PR                    | Ali Pirouj (IRI) 64,30 m PB        | Hector Cabrera Llacer (ESP) 61,13 m SB      |
| Lancer du javelot F34 (incl. F33/34)                  | Saeid Afrooz (IRI) 40,05 m WR                       | Mauricia Valencia (COL) 37,84 m SB | Diego Meneses Medina (COL) 37,11 m PB       |
| Lancer du javelot F38                                 | Jose Gregorio Lemos Rivas (COL) 60,31 m WR          | Vladyslav Bilyi (UKR) 55,34 m AR   | Luis Fernando Lucumi Villegas (COL) 54,63 m |
| Lancer du javelot F41 (incl. F40/41)                  | Sun Pengxiang (CHN) 47,13 m WR                      | Sadegh Beit Sayah (IRI) 43,35 m PB | Wildan Nukhailawi (IRQ) 41,39 m SB          |
| Lancer du javelot F46 (incl. F45/46)                  | Dinesh Priyan Herath Mudiyanselage (SRI) 67,79 m WR | Devendra (IND) 64,35 m PR          | Sundar Singh Gurjar (IND) 64,01 m SB        |
| Lancer du javelot F54 (incl. F53/54)                  | Hamed Amiri (IRI) 31,35 m PR                        | Aleksei Kuznetsov (RPC) 31,19 m AR | Justin Phongsavanh (USA) 31,09 m            |
| Lancer du javelot F57 (incl. F56/57)                  | Hamed Heidari (AZE) 51,42 m WR                      | Amanolah Papi (IRI) 49,56 m AR     | Cicero Valdiran Lins Nobre (BRA) 48,93 m SB |
| Lancer du javelot F64 (incl. F42/43/44, F61/62/63/64) | Sumit Sumit (IND) 68,55 m WR                        | Michal Burian (AUS) 66,29 m WR     | Dulan Kodithuwakku (IND) 65,61 m PB         |

#### Lancer de poids
| Épreuves                                | Or                                         | Argent                                       | Bronze                                              |
| --------------------------------------- | ------------------------------------------ | -------------------------------------------- | --------------------------------------------------- |
| Lancer de poids F11                     | Mahdi Olad (IRI) 14,43 m SB                | Alessandro Rodrigo da Silva (BRA) 13,89 m SB | Oney Tapia (ITA) 13,60 m PB                         |
| Lancer de poids F12                     | Kim Lopez Gonzalez (ESP) 17,04 m WR        | Roman Danyliuk (UKR) 16,53 m SB              | Elbek Sultonov (UZB) 15,94 m PB                     |
| Lancer de poids F20                     | Maksym Koval (UKR) 17,34 m WR              | Oleksandr Yarovyi (UKR) 17,30 m PB           | Efstratios Nikolaidis (GRE) 15,93 m                 |
| Lancer de poids F32                     | Liu Li (CHN) 12,97 m WR                    | Aleksei Churkin (RPC) 11,31 m AR             | Mohammed Al Mashaykhi (OMA) 10,84 m PB              |
| Lancer de poids F33                     | Zakariae Derhem (MAR) 11,37 m PR           | Kamel Kardjena (ALG) 11,34 m SB              | Deni Cerni (CRO) 11,25 m SB                         |
| Lancer de poids F34                     | Ahmad Hindi (JOR) 12,25 m WR               | Azeddine Nouiri (MAR) 11,55 m AR             | Abdulrahman Abdulqadir (QAT) 11,36 m SB             |
| Lancer de poids F35                     | Khusniddin Norbekov (UZB) 16,13 m SB       | Hernan Emanuel Urra (ARG) 15,90 m AR         | Fu Xinhan (CHN) 15,41 m SB                          |
| Lancer de poids F36                     | Vladimir Sviridov (RPC) 16,67 m WR         | Yassine Guenichi (TUN) 15,12 m AR            | Sebastian Dietz (GER) 14,81 m SB                    |
| Lancer de poids F37                     | Albert Khinchagov (RPC) 15,78 m            | Ahmed Ben Moslah (TUN) 14,50 m AR            | Joao Victor Teixeira de Souza Silva (BRA) 14,45 mAR |
| Lancer de poids F40                     | Denis Gnezdilov (RPC) 11,16 m WR           | Garrah Tnaiash (IRQ) 11,15 m AR              | Miguel Monteiro (POR) 10,76 m                       |
| Lancer de poids F41                     | Bobirjon Omonov (UZB) 14,06 m PR           | Hagan Landry (USA) 13,88 m AR                | Niko Kappel (GER) 13,30 m                           |
| Lancer de poids F46 (incl. F45/F46)     | Greg Stewart (CAN) 16,75 m PR              | Nikita Prokhorov (RPC) 16,29 m AR            | Joshua Cinnamo (USA) 15,90 m SB                     |
| Lancer de poids F53                     | Elvin Astanov (AZE) 8,77 m PR              | Alireza Mokhtari Hemami (IRI) 8,48 m SB      | Ales Kisy (CZE) 8,25 PB                             |
| Lancer de poids F55 (incl. F54/55)      | Wallace Santos (BRA) 12,63 m WR            | Ruzhdi Ruzhdi (BUL) 12,23 m                  | Lech Stoltman (POL) 12,15 m                         |
| Lancer de poids F57 (incl. F56/57)      | Thiago Paulina dos Santos (BRA) 15,10 m PR | Wu Guoshan (CHN) 15,00 m AR                  | Marco Aurelio Borges (BRA) 14,85 m PB               |
| Lancer de poids F63 (incl. F42, F61/63) | Aled Davies (GBR) 15,33 m                  | Sajad Mohammadian (IRI) 14,88 m SB           | Faisal Sorour (KUW) 14,13 m PB                      |

### Podiums féminins

#### 100m
| Épreuves                      | Or                                                                               | Argent                                                     | Bronze                                          |
| ----------------------------- | -------------------------------------------------------------------------------- | ---------------------------------------------------------- | ----------------------------------------------- |
| 100 m T11                     | Linda Patricia Pérez López (VEN) Guide : Alvaro Luis Cassiani Herrera 12 s 05 PB | Liu Cuiqing (CHN) Guide : Xu Donglin 12 s 15               | non décernée                                    |
| 100 m T12                     | Omara Durand (CUB) Guide : Yuniol Kindelan Vargas 11 s 49 SB                     | Oksana Boturchuk (UKR) Guide : Mykyta Barabanov 12 s 03 SB | Liang Yanfen (CHN) Guide : Zhu Xuankang 12 s 51 |
| 100 m T13                     | Adiaratou Iglesias Forneiro (ESP) 11 s 96                                        | Lamiya Valiyeva (AZE) 11 s 99 PB                           | Kym Crosby (USA) 12 s 08                        |
| 100 m T34 (incl. T33)         | Hannah Cockroft (GBR) 16 s 39 WR                                                 | Karé Adenegan (GBR) 17 s 03 SB                             | Robyn Lambird (AUS) 1 s 68 SB                   |
| 100 m T35                     | Zhou Xia (CHN) 13 s 00 WR                                                        | Isis Holt (AUS) 13 s 13 AR                                 | Maria Lyle (GBR) 14 s 18 SB                     |
| 100 m T36                     | Shi Yiting (CHN) 13 s 61 WR                                                      | Elena Sviridova (RPC) 14 s 60                              | Danielle Aitchison (NZL) 14 s 62                |
| 100 m T37                     | Wen Xiaoyan (CHN) 13 s 00 WR                                                     | Jaleen Roberts (USA) 13 s 16 AR                            | Jiang Fenfen (CHN) 13 s 17 PB                   |
| 100 m T38                     | Sophie Hahn (GBR) 12 s 43                                                        | Darian Faisury Jiménez (COL) 12 s 49 AR                    | Lindy Ave (GER) 12 s 77 PB                      |
| 100 m T47 (incl. T45/46/47)   | Lisbeli Vera Andrade (VEN) 11 s 97 (.963) PB                                     | Brittni Mason (USA) 11 s 97 (.964)                         | Deja Young (USA) 12 s 21 SB                     |
| 100 m T53                     | Gao Fang (CHN) 16 s 29 SB                                                        | Zhou Hongzhuan (CHN) 16 s 48 SB                            | Samantha Kinghorn (GBR) 16 s 53                 |
| 100 m T54                     | Zhou Zhaoqian (CHN) 15 s 90                                                      | Amanda Kotaja (FIN) 15 s 93 SB                             | Cheri Madsen (USA) 16 s 33 SB                   |
| 100 m T63 (incl. T42, T63)    | Ambra Sabatini (ITA) 14 s 11 WR                                                  | Martina Caironi (ITA) 14 s 46                              | Monica Graziana Contrafatto (ITA) 14 s 73       |
| 100 m T64 (incl. T44, T62/64) | Marlene van Gansewinkel (NED) 12 s 78 PR                                         | Irmgard Bensusan (GER) 12 s 89 PR                          | Marissa Papaconstantinou (CAN 13 s 07 PB        |

#### 200m
| Épreuves                    | Or                                                           | Argent                                                                | Bronze                                                                               |
| --------------------------- | ------------------------------------------------------------ | --------------------------------------------------------------------- | ------------------------------------------------------------------------------------ |
| 200 m T11                   | Liu Cuiqing (CHN) guide : Xu Donglin 24 s 94 (.936) SB       | Thalita Simplício (BRA) guide : Felipe Veloso da Silva 24 s 94 (.940) | Jerusa Geber dos Santos (BRA) guide : Gabriel Aparecido dos Santos Garcia 25 s 19 SB |
| 200 m T12                   | Omara Durand (CUB) guide : Yuniol Kindelan Vargas 23 s 02 WR | Oksana Boturchuk (UKR) guide : Mykyta Barabanov 24 s 48 SB            | Anna Kulinich-Sorokina (RPC) guide : Sergey Petrichenko 24 s 85 SB                   |
| 200 m T35                   | Zhou Xia (CHN) 27 s 17 WR                                    | Isis Holt (AUS) 27 s 94 AR                                            | Maria Lyle (GBR) 30 s 24 SB                                                          |
| 200 m T36                   | Shi Yiting (CHN) 28 s 21 WR                                  | Danielle Aitchison (NZL) 29 s 88                                      | Yanina Martínez (ARG) 30 s 96 SB                                                     |
| 200 m T37                   | Wen Xiaoyan (CHN) 26 s 58 WR                                 | Jiang Fenfen (CHN) 27 s 33 PB                                         | Mandy François-Elie (FRA) 27 s 34                                                    |
| 200 m T47 (incl. T45/46/47) | Lisbeli Vera Andrade (VEN) 24 s 52 PB                        | Brittni Mason (USA) 25 s 00 PB                                        | Alicja Jeromin (POL) 25 s 05 AR                                                      |
| 200 m T64 (incl. T44, T64)  | Marlene van Gansewinkel (NED) 26 s 22 PB                     | Irmgard Bensusan (GER) 26 s 58                                        | Kimberly Alkemade (NED) 26 s 80                                                      |

#### 400m
| Épreuves                    | Or                                                           | Argent                                                            | Bronze                                                                                |
| --------------------------- | ------------------------------------------------------------ | ----------------------------------------------------------------- | ------------------------------------------------------------------------------------- |
| 400 m T11                   | Liu Cuiqing (CHN) Guide : Xu Donglin 56 s 25 PR              | Thalita Simplício (BRA) Guide : Felipe Veloso da Silva 56 s 80 PB | Angie Lizeth Pabon Mamian (COL) Guide : Luis Dahir Arizala Ocoro 57 s 46 PB           |
| 400 m T12                   | Omara Durand (CUB) Guide : Yuniol Kindelan Vargas 52 s 58 SB | Oksana Boturchuk (UKR) Guide : Mykyta Barabanov 55 s 33 SB        | Alejandra Paola Pérez López (VEN) Guide : Markinzon Dan Manzanilla Veslasquez 57 s 06 |
| 400 m T13                   | Lamiya Valiyeva (AZE) 55 s 00 PR                             | Adiaratou Iglesias Forneiro (ESP) 55 s 53 PB                      | Kym Crosby (USA) 56 s 79 PB                                                           |
| 400 m T20                   | Breanna Clark (USA) 55 s 18 WR                               | Yuliia Shuliar (UKR) 56 s 18 AR                                   | Jardênia Félix (BRA) 57 s 43 PB                                                       |
| 400 m T37                   | Jiang Fenfen (CHN) 1 min 1 s 36 AR                           | Natalia Kobzar (UKR) 1 min 1 s 47 PB                              | Sheryl James (RSA) 1 min 3 s 82 PB                                                    |
| 400 m T38                   | Lindy Ave (GER) 1 min 0 s 00 WR                              | Margarita Gontcharova (RPC) 1 min 0 s 14 PB                       | Darian Faisury Jiménez (COL) 1 min 0 s 17 AR                                          |
| 400 m T47 (incl. T45/46/47) | Anrune Weyers (RSA) 56 s 05 SB                               | Lisbeli Vera Andrade (VEN) 57 s 32 PB                             | Anastasia Solovieva (RPC) 57 s 59                                                     |
| 400 m T53                   | Catherine Debrunner (SUI) 56 s 18                            | Samantha Kinghorn (GBR) 57 s 25                                   | Zhou Hongzhuan (CHN) 57 s 29                                                          |
| 400 m T54                   | Manuela Schär (SUI) 53 s 59                                  | Cheri Madsen (USA) 53 s 91                                        | Zhou Zhaoqian (CHN) 54 s 10 PB                                                        |

#### 800m
| Épreuves                 | Or                                        | Argent                                  | Bronze                                  |
| ------------------------ | ----------------------------------------- | --------------------------------------- | --------------------------------------- |
| 800 m T34 (incl. T33/34) | Hannah Cockroft (GBR) 1 min 48 s 99 PR    | Karé Adenegan (GBR) 1 min 59 s 85 PB    | Alexa Halko (USA) 2 min 2 s 22 SB       |
| 800 m T53                | Manuela Schär (SUI) 1 min 42 s 81 PR      | Tatyana McFadden (USA) 1 min 43 s 16 SB | Susannah Scaroni (USA) 1 min 44 s 43 SB |
| 800 m T54                | Madison de Rozario (AUS) 1 min 45 s 99 PR | Zhou Hongzhuan (CHN) 1 min 47 s 66 SB   | Catherine Debrunner (SUI) 1 min 47 s 90 |

#### 1 500m
| Épreuves                    | Or                                                                                 | Argent                                                             | Bronze                                                                         |
| --------------------------- | ---------------------------------------------------------------------------------- | ------------------------------------------------------------------ | ------------------------------------------------------------------------------ |
| 1 500 m T11                 | Mónica Olivia Rodríguez (MEX) Guide : Kevin Teodoro Aguilar Perez 4 min 37 s 40 WR | Louzanne Coetzee (RSA) Guide : Erasmus Badenhorst 4 min 40 s 96 AR | Nancy Chelangat Koech (KEN) Guide : Geoffrey Kiplangat Rotich 4 min 45 s 58 SB |
| 1 500 m T13 (incl. T12*/13) | Tigist Gezahagn Menigstu (ETH) 4 min 23 s 24 PB                                    | Liza Corso (USA) 4 min 30 s 67 PB                                  | Somaya Bousaïd (TUN) 4 min 31 s 78                                             |
| 1 500 m T20 (incl. T20)     | Barbara Bieganowska-Zając (POL) 4 min 27 s 84 SB                                   | Lyudmila Danilina (UKR 4 min 32 s 82 SB                            | Hannah Taunton (GBR) 4 min 35 s 34 PB                                          |
| 1 500 m T54 (incl. T53/54)  | Zhou Zhaoqian (CHN) 3 min 27 s 63 PB                                               | Manuela Schär (SUI) 3 min 28 s 01                                  | Madison de Rozario (AUS) 3 min 28 s 24                                         |

#### 5 000m
| Épreuves                   | Or                                       | Argent                               | Bronze                                   |
| -------------------------- | ---------------------------------------- | ------------------------------------ | ---------------------------------------- |
| 5 000 m T54 (incl. T53/54) | Susannah Scaroni (USA) 10 min 52 s 57 PR | Manuela Schär (SUI) 11 min 0 s 50 SB | Tatyana McFadden (USA) 11 min 15 s 13 SB |

#### Marathon
| Épreuves                       | Or                                                                        | Argent                                                         | Bronze                                                                              |
| ------------------------------ | ------------------------------------------------------------------------- | -------------------------------------------------------------- | ----------------------------------------------------------------------------------- |
| Marathon T12 (incl. T11/12)    | Misato Michishita (JPN) guide : Jun Shida / Yuka Aoyama 3 h 0 min 50 s PR | Elena Pautova (RPC) guide : Grigoriy Andreev 3 h 4 min 16 s SB | Louzanne Coetzee (RSA) guide : Erasmus Badenhorst / Claus Kempen 3 h 11 min 13 s WR |
| Marathon T54 (incl. T52/53/54) | Madison de Rozario (AUS) 1 h 38 min 11 s PR                               | Manuela Schär (SUI) 1 h 38 min 12 s SB                         | Nikita den Boer (NED) 1 h 38 min 16 s PB                                            |

#### Saut en longueur
| Épreuves                                 | Or                                         | Argent                               | Bronze                               |
| ---------------------------------------- | ------------------------------------------ | ------------------------------------ | ------------------------------------ |
| Saut en longueur T11                     | Silvânia Costa de Oliveira (BRA) 5,00 m SB | Asila Mirzayorova (UZB) 4,91 m PB    | Ioulia Pavlenko (UKR) 4,86 m         |
| Saut en longueur T12                     | Oksana Zubkovska (UKR) 5,54 m              | Sara Martínez (ESP) 5,38 m           | Lynda Hamri (ALG) 5,33 m SB          |
| Saut en longueur T20                     | Karolina Kucharczyk (POL) 6,03 m PR        | Aleksandra Rouchkina (RPC) 5,49 m    | Mikela Ristoski (CRO) 5,46 m         |
| Saut en longueur T37                     | Wen Xiaoyan (CHN) 5,13 m SB                | Jaleen Roberts (USA) 4,65 m          | Anna Sapozhnikova (RPC) 4,56 m       |
| Saut en longueur T38                     | Luca Ekler (HUN) 5,63 m WR                 | Margarita Gontcharova (RPC) 5,29 m   | Olivia Breen (GBR) 4,91 m            |
| Saut en longueur T47 (incl. T45/46/47)   | Anna Grimaldi (NZL) 5,76 m PR              | Aleksandra Moguchaïa (RPC) 5,67 m SB | Kiara Rodriguez (ECU) 4,86 m AR      |
| Saut en longueur T63 (incl. T42, T61/63) | Vanessa Low (AUS) 5,28 m WR                | Martina Caironi (ITA) 5,14 m         | Elena Kratter (SUI) 5,01 m PB        |
| Saut en longueur T64 (incl. T44, T62/64) | Fleur Jong (NED) 6,16 m WR                 | Marie-Amélie Le Fur (FRA) 6,11 m PR  | Marlene van Gansewinkel (NED) 5,78 m |

#### Lancer de massue
| Épreuves                            | Or                               | Argent                                 | Bronze                         |
| ----------------------------------- | -------------------------------- | -------------------------------------- | ------------------------------ |
| Lancer de massue F32 (incl. F31/32) | Róża Kozakowska (POL) 28,74 m WR | Anastasiia Moskalenko (UKR) 24,73 m PB | Mounia Gasmi (ALG) 23,29 m     |
| Lancer de massue F51                | Zoia Ovsii (UKR) 25,12 m PR      | Cassie Mitchell (USA) 24,18 m AR       | Elena Gorlova (RPC) 24,08 m PB |

#### Lancer du disque
| Épreuves                                    | Or                                         | Argent                            | Bronze                                       |
| ------------------------------------------- | ------------------------------------------ | --------------------------------- | -------------------------------------------- |
| Lancer du disque F11                        | Zhang Liangmin (CHN) 40,83 m WR            | Assunta Legnante (ITA) 40,25 m AR | Yesenia Restrepo (COL) 36,11 m               |
| Lancer du disque F38 (incl. F37/38)         | Mi Na (CHN) 38,50 m WR                     | Li Yingli (CHN) 33,73 m SB        | Rosa Carolina Castro Castro (MEX) 33,73 m PR |
| Lancer du disque F41 (incl. F40/41)         | Raoua Tlili (TUN) 37,91 m WR               | Youssra Karim (MAR) 37,35 m PB    | Hayat El Garaa (MAR) 29,30 m                 |
| Lancer du disque F53 (incl. F51/52/53)      | Elizabeth Rodrigues Gomes (BRA) 17,62 m WR | Iana Lebiedieva (UKR) 15,48 m PR  | Zoia Ovsii (UKR) 14,37 m PR                  |
| Lancer du disque F55 (incl. F54/55)         | Dong Feixia (CHN) 26,64 m AR               | Diāna Dadzīte (LAT) 25,02 m PB    | Rosa Maria Guerrero Cazares (MEX) 24,11 m    |
| Lancer du disque F57 (incl. F56/57)         | Mokhigul Khamdamova (UZB) 31,46 m          | Nassima Saifi (ALG) 30,81 m       | Julyana Cristina da Silva (BRA) 30,49 m AR   |
| Lancer du disque F64 (incl. F43/44, F62/64) | Yao Juan (CHN) 44,73 m WR                  | Yang Yue (CHN) 40,48 m SB         | Sarah Edmiston (AUS) 37,85 m AR              |

#### Lancer du javelot
| Épreuves                             | Or                                          | Argent                                | Bronze                              |
| ------------------------------------ | ------------------------------------------- | ------------------------------------- | ----------------------------------- |
| Lancer du javelot F13 (incl. F12/13) | Nozimakhon Kayumova (UZB) 42,59 m SB        | Zhao Yuping (CHN) 41,85 m SB          | Lizaveta Piatrenka (BLR) 38,99 m AR |
| Lancer du javelot F34 (incl. F33/34) | Zou Lijuan (CHN) 22,28 m WR                 | Frances Herrmann (GER) 17,72 m SB     | Marjaana Heikkinen (FIN) 17,47 m    |
| Lancer du javelot F46 (incl. F45/46) | Holly Robinson (NZL) 40,99 m                | Noelle Roorda (NED) 40,06 m           | Hollie Arnold (GBR) 39,73 m         |
| Lancer du javelot F54 (incl. F53/54) | Flora Ugwunwa (NGR) 19,39 m SB              | Nurkhon Kurbanova (UZB) 18,38 m PB    | Yang Liwan (CHN) 17,83 m SB         |
| Lancer du javelot F56 (incl. F55/56) | Hashemiyeh Motaghian Moavi (IRI) 24,50 m WR | Raissa Rocha Machado (BRA) 24,39 m AR | Diāna Dadzīte (LAT) 24,22 m PR      |

#### Lancer de poids
| Épreuves                           | Or                                    | Argent                                       | Bronze                                     |
| ---------------------------------- | ------------------------------------- | -------------------------------------------- | ------------------------------------------ |
| Lancer de poids F12 (incl. F11/12) | Safiya Burkhanova (UZB) 14,78 m SB    | Assunta Legnante (ITA) 14,62 m               | Rebeca Valenzuela Alvarez (MEX) 13,72 m AR |
| Lancer de poids F20                | Poleth Méndes (ECU) 14,39 m WR        | Anastasiia Mysnyk (UKR) 14,16 m AR           | Anaís Méndez (ECU) 14,06 m PB              |
| Lancer du poids F32                | Anastasiia Moskalenko (UKR) 7,61 m WR | Róża Kozakowska (POl) 8,60 m PB              | Evgeniia Galaktionova (RPC) 6,80 m         |
| Lancer de poids F33                | Asmahan Boudjadar (ALG) 7,10 m PR     | Fouzia el Kassioui (MAR) 6,72 m SB           | Maria Strong (AUS) 6,63 m AR               |
| Lancer du poids F34                | Zou Lijuan (CHN) 9,19 m WR            | Lucyna Kornobys (POl) 8,60 m                 | Saida Amoudi (MAR) 8,21 m                  |
| Lancer du poids F35                | Mariia Pomazan (UKR) 12,24 m          | Marivana Oliveira da Nobrega (BRA) 9,15 m SB | Anna Luxova (CZE) 8,60 m                   |
| Lancer du poids F36                | Galina Lipatnikova (RPC) 11,03 m PB   | Miriam Martinez Rico (ESP) 9,62 m PB         | Wu Qing (CHN) 9,36 m SB                    |
| Lancer du poids F37                | Lisa Adams (NZL) 15,12 m PR           | Mi Na (CHN) 13,69 m SB                       | Li Yingli (CHN) 13,33 m SB                 |
| Lancer de poids F40                | Renata Śliwińska (POL) 8,75 m PR      | Nourhein Belhaj Salem (TUN) 8,33 m PB        | Lauritta Onye (NGR) 8,29 m SB              |
| Lancer du poids F41                | Raoua Tlili (TUN) 10,55 m WR          | Mayerli Buitrago Ariza (COL) 9,94 m AR       | Antonella Ruiz Diaz (ARG) 9,50 m PB        |
| Lancer du poids F54                | Francisca Mardones (CHI) 8,33 m WR    | Gloria Zarza Guadarrama (MEX) 8,06 m PB      | Nurkhon Kurbanova (UZB) 7,77 m PB          |
| Lancer de poids F57                | Safia Djelal (ALG) 11,29 m WR         | Xu Mian (CHN) 10,81 m AR                     | Eucharia Njideka Iyiazi (NGR) 10,40 m SB   |

### Podiums mixte

#### Relais universel
| Épreuves  | Or                                                                                             | Argent | Bronze |
| --------- | ---------------------------------------------------------------------------------------------- | --- | --- |
| 4 × 100 m | USA Noah Malone (T12) Brittni Mason (T46) Nick Mayhugh (T37) Tatyana McFadden (T54) 45 s 52 WR | Grande-Bretagne Libby Clegg guide : Chris Clarke (T11) Jonnie Peacock (T64) Ali Smith (T38) Nathan Maguire (T54) 47 s 50 AR | Japon Uran Sawada guide :Ryuhei Shiokawa (T12) Kengo Oshima (T64) Yuka Takamatsu (T38) Tomoki Suzuki (T54) 47 s 98 |

### Tableau des médailles
| Rang  | Nation              | Or  | Argent | Bronze | Total |
| ----- | ------------------- | --- | ------ | ------ | ----- |
| 1     | Chine               | 27  | 13     | 11     | 51    |
| 2     | RPC                 | 13  | 13     | 13     | 39    |
| 3     | États-Unis          | 10  | 17     | 14     | 41    |
| 4     | Grande-Bretagne     | 9   | 5      | 10     | 24    |
| 5     | Brésil              | 8   | 9      | 11     | 28    |
| 6     | Suisse              | 7   | 3      | 2      | 12    |
| 7     | Ukraine             | 6   | 15     | 3      | 24    |
| 8     | Iran                | 5   | 6      | 0      | 11    |
| 9     | Pologne             | 5   | 3      | 3      | 11    |
| 10    | Ouzbékistan         | 5   | 2      | 2      | 9     |
| 11    | Australie           | 4   | 7      | 8      | 19    |
| 12    | Allemagne           | 4   | 5      | 6      | 15    |
| 13    | Tunisie             | 4   | 5      | 2      | 11    |
| 14    | Maroc               | 4   | 4      | 2      | 10    |
| 15    | Espagne             | 4   | 4      | 1      | 9     |
| 16    | Thaïlande           | 4   | 2      | 3      | 9     |
| 17    | Azerbaïdjan         | 4   | 1      | 1      | 6     |
| 17    | Cuba                | 4   | 1      | 1      | 6     |
| 19    | Algérie             | 3   | 4      | 3      | 10    |
| 20    | Japon               | 3   | 3      | 6      | 6     |
| 21    | Pays-Bas            | 3   | 2      | 3      | 8     |
| 22    | Nouvelle-Zélande    | 3   | 2      | 2      | 7     |
| 23    | Venezuela           | 3   | 2      | 1      | 6     |
| 24    | Afrique du Sud      | 3   | 1      | 2      | 6     |
| 25    | Canada              | 2   | 4      | 2      | 8     |
| 26    | Mexique             | 2   | 1      | 5      | 8     |
| 27    | Inde                | 1   | 5      | 2      | 8     |
| 28    | Italie              | 1   | 4      | 4      | 9     |
| 29    | Colombie            | 1   | 3      | 7      | 11    |
| 30    | France              | 1   | 3      | 4      | 8     |
| 31    | Finlande            | 1   | 3      | 1      | 5     |
| 32    | Grèce               | 1   | 2      | 1      | 4     |
| 33    | Belgique            | 1   | 1      | 2      | 4     |
| 34    | Costa Rica          | 1   | 1      | 0      | 2     |
| 35    | Équateur            | 1   | 0      | 2      | 3     |
| 35    | Nigeria             | 1   | 0      | 2      | 3     |
| 37    | Sri Lanka           | 1   | 0      | 1      | 2     |
| 38    | Chili               | 1   | 0      | 0      | 1     |
| 38    | Éthiopie            | 1   | 0      | 0      | 1     |
| 38    | Hongrie             | 1   | 0      | 0      | 1     |
| 38    | Irlande             | 1   | 0      | 0      | 1     |
| 38    | Jordanie            | 1   | 0      | 0      | 1     |
| 38    | Malaisie            | 1   | 0      | 0      | 1     |
| 38    | Norvège             | 1   | 0      | 0      | 1     |
| 38    | Pakistan            | 1   | 0      | 0      | 1     |
| 46    | Argentine           | 0   | 2      | 3      | 5     |
| 47    | Croatie             | 0   | 2      | 2      | 4     |
| 48    | Bulgarie            | 0   | 2      | 0      | 2     |
| 49    | Lettonie            | 0   | 1      | 2      | 3     |
| 50    | Irak                | 0   | 1      | 1      | 2     |
| 50    | Koweït              | 0   | 1      | 1      | 2     |
| 50    | Namibie             | 0   | 1      | 1      | 2     |
| 50    | Émirats arabes unis | 0   | 1      | 1      | 2     |
| 54    | Serbie              | 0   | 1      | 0      | 1     |
| 55    | Tchéquie            | 0   | 0      | 2      | 2     |
| 56    | Biélorussie         | 0   | 0      | 1      | 1     |
| 56    | Danemark            | 0   | 0      | 1      | 1     |
| 56    | Indonésie           | 0   | 0      | 1      | 1     |
| 56    | Kenya               | 0   | 0      | 1      | 1     |
| 56    | Arabie saoudite     | 0   | 0      | 1      | 1     |
| 56    | Oman                | 0   | 0      | 1      | 1     |
| 56    | Portugal            | 0   | 0      | 1      | 1     |
| 56    | Qatar               | 0   | 0      | 1      | 1     |
| 56    | Slovaquie           | 0   | 0      | 1      | 1     |
| 56    | Ouganda             | 0   | 0      | 1      | 1     |
| Total | Total               | 168 | 168    | 163    | 499   |